# Lagonda Rapide
La Lagonda Rapide è un'autovettura di lusso prodotta dalla casa automobilistica britannica Lagonda dal 1961 al 1964.

## Descrizione

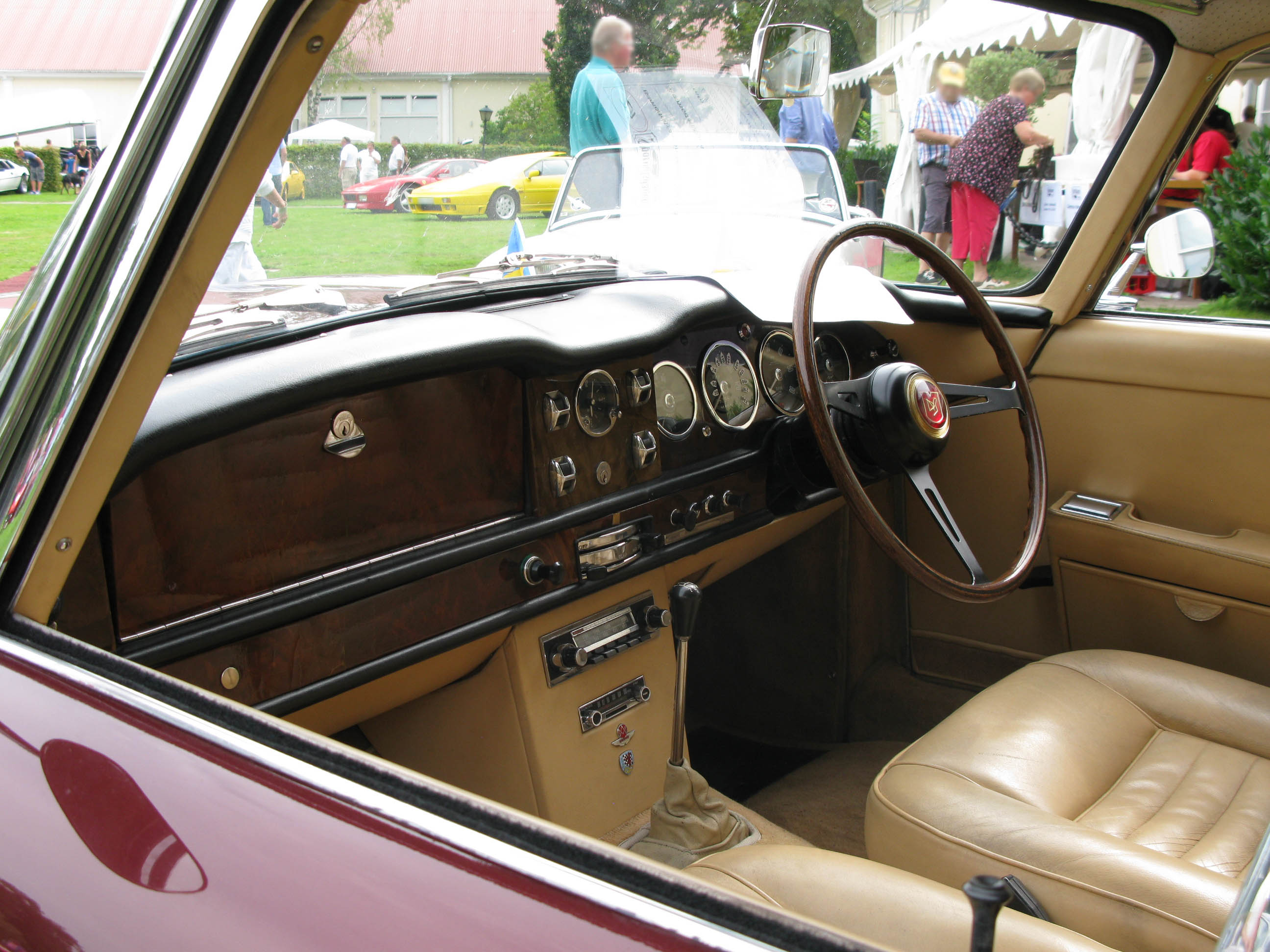
Gli interni

Basata sull'Aston Martin DB4, riprendeva il nome Rapide, che era stato usato dalla Lagonda su un modello negli anni trenta del XX secolo (più precisamente, una versione della Lagonda 4.5-Litre). La vettura era stata disegnata dalla carrozzeria Touring di Milano ed era caratterizzata da uno stile simile a quella della DB4 cabriolet, con una griglia frontale molto ampia che riprendeva i precedenti modelli Lagonda.
La Rapide utilizza un motore con da 3.995 cm³  di cilindrata a 6 cilindri in linea con doppio albero a camme in testa, che verrà poi utilizzato sulla Aston Martin DB5. Da un punto di vista meccanico, era dotata di sospensione posteriori a ponte de Dion che sarebbero poi state usate sulla Aston Martin DBS.
La vettura era dotata di freni a disco sulle quattro ruote servoassistiti da un doppio circuito. La maggior parte delle vetture prodotte era dotata di un cambio automatico BorgWarner a 3 velocità. I pannelli esterni del corpo vettura erano realizzati in lega di alluminio e poggiavano su un telaio tubolare in acciaio.